# Викон
Викон (нем. Wikon) — коммуна в Швейцарии, в кантоне Люцерн. 
Входит в состав округа Виллизау. Население составляет 1372 человека (на 31 декабря 2006 года). Официальный код — 1147.